# Drahobuz
Obec Drahobuz se nachází v okrese Litoměřice v Ústeckém kraji. Žije v ní 296 obyvatel.

## Historie
První písemná zmínka pochází z roku 1374, kdy byla ve vlastnictví Petra Sršy z Drahobuze.

## Obyvatelstvo
Při sčítání lidu v roce 1921 zde žilo 391 obyvatel (z toho 204 mužů), z nichž bylo 29 Čechoslováků a 362 Němců. Kromě jednoho evangelíka, dvou členů církve československé a pěti židů se hlásili k římskokatolické církvi. Podle sčítání lidu z roku 1930 měla vesnice 380 obyvatel: čtrnáct Čechoslováků, 365 Němců a jeden příslušník jiné národnosti. Většina lidí byla římskými katolíky, ale ve vsi žil také jeden člen církve československé, dva židé, dva příslušníci nezjišťovaných církví a dva lidé bez vyznání.
|           | 1869 | 1880 | 1890 | 1900 | 1910 | 1921 | 1930 | 1950 | 1961 | 1970 | 1980 | 1991 | 2001 | 2011 |
| --------- | ---- | ---- | ---- | ---- | ---- | ---- | ---- | ---- | ---- | ---- | ---- | ---- | ---- | ---- |
| Obyvatelé | 471  | 479  | 425  | 387  | 397  | 391  | 380  | 220  | 201  | 187  | 226  | 192  | 173  | 210  |
| Domy      | 79   | 77   | 77   | 78   | 79   | 79   | 79   | 68   | 43   | 44   | 47   | 49   | 57   | 60   |

## Pamětihodnosti
- Venkovský dům čp. 49
- Východně od vesnice se severně od silnice II/269 nachází tři oddělené lokality přírodní památky Stráně u Drahobuzi.[9]

## Části obce
- Drahobuz
- Břehoryje
- Strážiště (včetně základní sídelní jednotky Lada)